# Jan Fridegård
Pour les articles homonymes, voir Fridegård.
Jan Fridegård, né Johan Fridolf "Fride" Johansson, né le 14 juin 1897 et mort le 8 septembre 1968, est un écrivain suédois de l'école prolétarienne.
Fridegård a notamment écrit une trilogie de romans sur l'ère des Vikings en Suède comportant Trägudars land (1940, traduit en anglais en 1989 Land of Wooden Gods), Gryningsfolket (1944, traduit en 1990 People of the Dawn) et Offerrök (traduit en 1991 Sacrificial Smoke).

## Œuvre
- 1931 : Den svarta lutan
- 1933 : En natt i juli (sv)
- 1935 : Jag Lars Hård (sv)
- 1936 : Barmhärtighet
- 1936 : Tack för himlastegen
- 1937 : Offer
- 1938 : Äran och hjältarna (sv)
- 1939 : Statister (bok)|Statister
- 1940 : Trägudars land (sv)
- 1941 : Torntuppen (sv)
- 1942 : Här är min hand
- 1944 : Gryningsfolket (sv)
- 1944 : Kvarnbudet
- 1947 : Fäderna:stenåldern
- 1948 : Johan From, Lars Hård och andra
- 1949 : Offerrök (sv)
- 1950 : Kvinnoträdet
- 1951 : Lars Hård går vidare
- 1952 : Johan Vallareman och andra sagor
- 1952 : Porten kallas trång (sv)
- 1953 : Vägen heter smal
- 1954 : Sommarorgel
- 1955 : Larsmässa (sv)
- 1955 : Lyktgubbarna
- 1956 : Flyttfåglarna
- 1956 : From och Hård
- 1957 : Arvtagarna
- 1958 : En bland eder
- 1959 : Muren
- 1959 : Svensk soldat
- 1960 : Soldathustrun
- 1961 : Mot öster - soldat!
- 1962 : Soldatens kärlek
- 1963 : Hemkomsten
- 1963 : Den gåtfulla vägen
- 1964 : På oxens horn
- 1965 : Lättingen
- 1965 : Noveller
- 1966 : Det kortaste strået
- 1967 : Tre stigar

Œuvres posthumes
- 1968 : Hallonflickan
- 1971 : Den blå dragonen. Självbiografiska berättelser
- 1973 : Ängslyckan och andra berättelser

## Distinctions
- Grand prix des Neuf (1947)
- Prix Dobloug (1968)